# Coprinellus velatopruinatus
Coprinellus velatopruinatus es una especie de hongo en la familia Psathyrellaceae. Esta rara especie de hongo se la encontró en Clumber Park en Nottinghamshire, Inglaterra, luego de una copiosa lluvia de verano en 2008. Inicialmente ubicada en el género Coprinus, en el 2002 se le dio su denominación actual.